# Ex Ingenio Esperanza
Esperanza o Ex Ingenio Esperanza es una localidad argentina ubicada en el departamento Cruz Alta de la provincia de Tucumán. Forma parte de la localidad de Delfín Gallo, ubicándose en el centro de la misma. Se formó en torno al ingenio Esperanza, fundado en 1845 por Wenceslao Posse. El ingenio fue intervenido en 1949 y finalmente cerrado en 1963.

## Población
Cuenta con 8,828 habitantes (Indec, 2010), lo que representa un incremento del 13% frente a los 7,776 habitantes (Indec, 2001) del censo anterior. Estas cifras pertenecen a la ciudad principal del aglomerado, Delfín Gallo, en la cual se incluye esta localidad.